# Стража (гора)
Стража (до 29 червня 1942 р. Парамун, Парамунська гора) — моноклінна гора в західній Болгарії, частина  Руйсько-Верілського гірського хребта, у фізіографічній області Країште, Перницької області. 

## Опис
Гора розташована між долинами річок Ябланиця (права притока Єрми) та її лівою притокою річкою Велиновською, яка відокремлює її від гори Завальської на північному сході і гори Любаш на півдні, Люляк (Люцкан) на заході і Єздимирської гори на півночі. Її довжина з північного заходу на південний схід становить 5 км, а її ширина - 3 км. 
Стража - відокремлена гора, розташована в західній частині  Веріло-Руйського гірського хребта. Загальний напрям  - з північного заходу на південний схід. На північний захід обмежується річкою Велиновська, долина якої відділяє її від східних схилів Чуки, і на південний схід від долини річки Клисура (притока річки Ябланиця). За її північну межу можна взяти долину річки Ябланиця, а за південну - річку Суха. У старих літературних джерелах, вона також відома як Парамунська гора за назвою однойменного села Парамун. Майже всі місцеві жителі називають гору саме так. Площа гірського хребта складає приблизно 24 км². 
Стража складена з товстошарового юрського вапняку. Ця літологічна структура сприяла розвитку карстового рельєфу (гроти, карсти тощо), особливо характерного для північної частини хребта  у районі вершини Дренова Глава  (1084 м) і вершини  Гуглин Виртоп(1079 т). Найвища точка гори Стража (також відомий як Големі Врих) (1389 м) розташована в південній частині монолітної поверхні хребта. 
Рослинний покрив бідний і багато в чому нагадує сусідню  гори Єздимирську і Любаш. Схили гори майже голі з невеликою кількістю дуба, а хребет без вже дерев, з формаціями сухолюбивих трав.  У багатьох місцях, в основному біля підніжжя, є молоді соснові насадження. 
Стража  безводна гора. З неї починаються невеликі, тимчасові потоки.  Значна частина опадів втрачається у багатьох тріщинах, якими пронизана гора, і води виходять у передгір'ї у вигляді невеликих карстових джерел, які мають дуже нестійкий, мінливий потік.  Води гори стікають у річку Ябланиця (права притока річки Єрма) до басейну Чорного моря. 
Стража - це легкодоступна і прохідна гора, що сприяє її збезлісенню, незважаючи на значні нахили схилів різної орієнтації в середньому у 20-25 °. Більш низькі значення (15 - 20 °) в районі села  Парамун.  До долини річки Ябланіці, на північ і південь від вершини Големі Врих (Стража) розташовані скелі, які з майже вертикальними схилами. Це єдині місця, де доступ є складним. 
Найкращими відправними точками для походу на гору є село Парамун, розташоване на висоті 850 м над рівнем моря в розширенні долини і село Лялінці, з якого можна легко піднятися на найвищу вершину гори. Слід зазначити, що ці два села не є винятком із загальної картини сильної депопуляції, характерної для всіх населених пунктів Західного Середньогір`я та Країште. Наприклад, село Лялинці у 1940-х роках мало майже 600 жителів, а в 1992 році - 73. 
У горах немає туристичного маркування або притулку. Різноманітний карстовий рельєф та відмінний вигляд у всіх напрямках роблять знайомство з горою Стража  приємним  для кожного туриста. 
Крім куріпок, перепелів та інших пернатих на вапнякових скелях в літній час змії також зустрічаються. 
Посередині гори знаходиться село Парамун, а на її периферії - Велиново (на заході), Филиповці (на півночі) і Лялинці (на півдні). 

## Зовнішні посилання
- Аркуш карти K-34-46. Масштаб: 1 : 100 000. (рос.) Зазначити дату випуску/стану місцевості.